# 別爾坦鄉

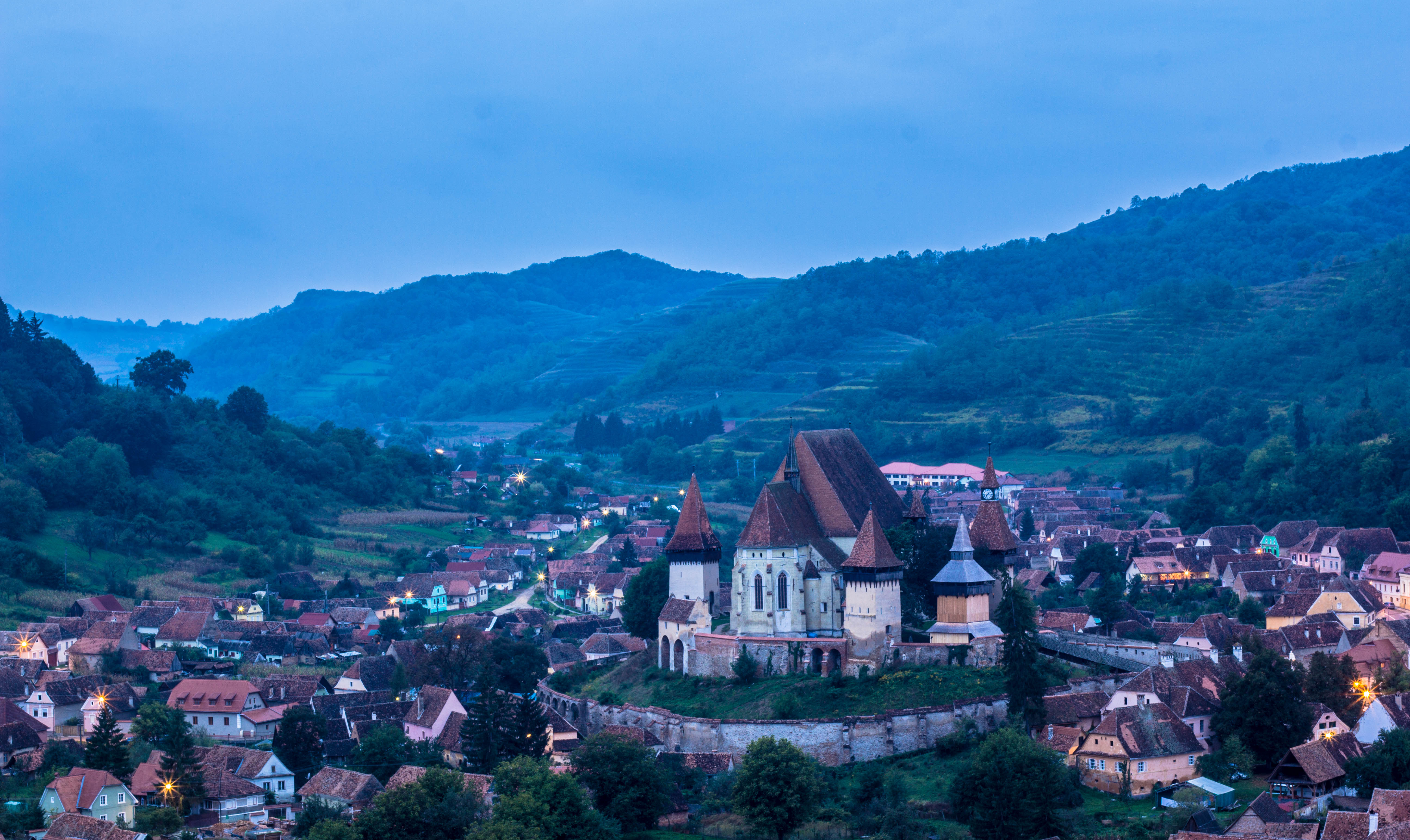

46°8′23″N 24°31′25″E / 46.13972°N 24.52361°E
別爾坦鄉（羅馬尼亞語：Comuna Biertan, Sibiu），是羅馬尼亞的鄉份，位於該國中部，由錫比烏縣負責管轄，面積92平方公里，海拔高度388米，2007年人口2,898，人口密度每平方公里32人。